# Le Parfum du bonheur
Production
Diffusion
Le Parfum du bonheur est une série télévisée franco-belge réalisée par Baya Kasmi d'après un scénario de Samantha Mazeras et diffusée en Belgique à partir du 13 avril 2025 sur La Une.
Cette fiction, adaptée du roman Le Parfum du bonheur est plus fort sous la pluie de Virginie Grimaldi, est une coproduction de Ripley Films, Merlin Productions, France Télévisions, Be-FILMS et la RTBF.

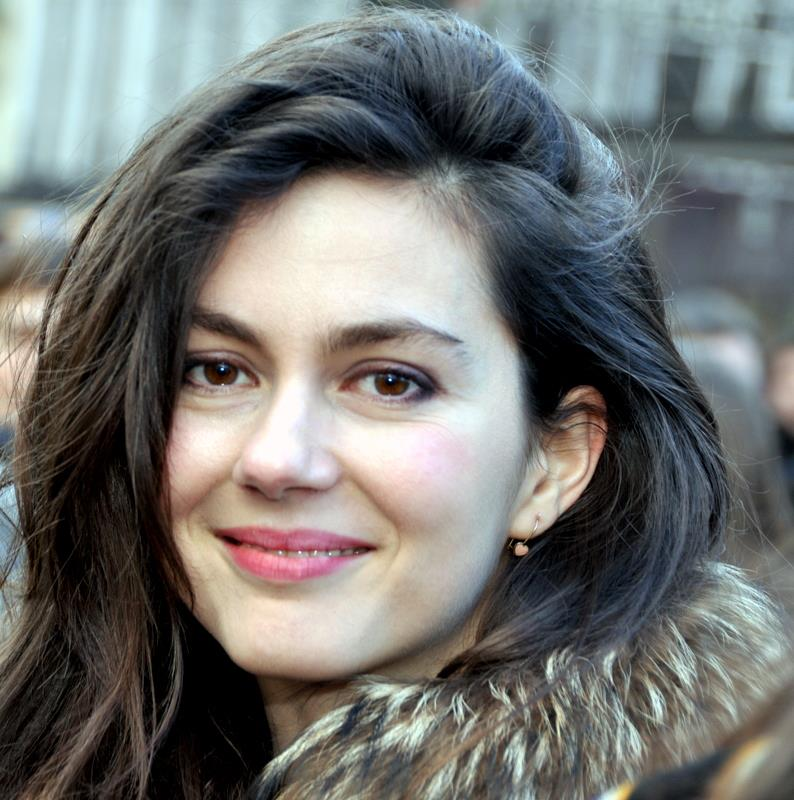
Julia Faure.

## Synopsis
Pauline est séparée de Ben après dix ans de relation et est retournée vivre chez ses parents. Cependant, elle est dans le déni complet de la rupture et se met en tête qu'il ne s'agit que d'une passade. Avec l'aide d'un psychiatre, elle se remémore les moments heureux de sa vie de couple.

## Distribution
- Caroline Anglade : Pauline
- Michèle Bernier : Isabelle, la mère de Pauline
- Michel Boujenah : Philippe, le père de Pauline
- Xavier Robic : Ben, l'ex de Pauline
- Félix Moati : Romain, le frère de Pauline
- Julia Faure : Emma, la sœur de Pauline
- Alex Vizorek : Dr. Frédéric Pasquier, le psy
- Michèle Moretti : Colombe, la grand-mère
- Foëd Amara : Jérôme, le mari d'Emma
- Louis Obry : Jules, le fils de Pauline et de Ben
- Naïa Pichler : Sidney, la fille d'Emma
- Capucine Michaely : Nouméa, le bébé d'Emma

## Production

### Genèse et développement
Cette fiction est une coproduction de Ripley Films, Merlin Productions, France Télévisions, Be-FILMS et la RTBF,,,,,,.
La série est une adaptation du roman Le Parfum du bonheur est plus fort sous la pluie publié en 2017 chez Fayard par  Virginie Grimaldi, qui a été en 2023 la deuxième autrice la plus vendue en France,,,,,. C'est la première fois qu'une œuvre de Virginie Grimaldi est portée à l'écran,,.
Elle est créée et écrite par Samantha Mazeras et réalisée par Baya Kasmi,,,.
La production est assurée par Sandra Karim, Paul Schmitt et Fabrice Renault,.

### Tournage
Le tournage de la série a lieu du 9 septembre au 29 octobre 2024 à Bordeaux et dans la région d'Arcachon, dans le département français de la Gironde en région Nouvelle-Aquitaine,,,,,.

### Fiche technique
Sauf indication contraire, les informations mentionnées dans cette section peuvent être confirmées par les bases de données cinématographiques  présentes dans la section « Liens externes ».
- Titre français : Le Parfum du bonheur
- Genre : Drame
- Production : Sandra Karim, Paul Schmitt et Fabrice Renault[4],[7]
- Sociétés de production : Ripley Films, Merlin Productions, France Télévisions, Be-FILMS et la RTBF[1],[4],[6],[7]
- Réalisation : Baya Kasmi[4],[7],[6],[9]
- Scénario : Samantha Mazeras[4],[7],[9]
- Musique : Thomas Rossi et Jonathan Leurquin
- Décors : Catherine D'ovidio-Curti
- Costumes : Cyril Fontaine
- Photographie : Romain Le Bonniec[7]
- Son : Alexandre Verwaerde
- Montage : Joël Bochter
- Maquillage : Agnès Morlhigem
- Pays de production :  France /  Belgique
- Langue originale : français
- Format : couleur
- Nombre de saisons : 1
- Nombre d'épisodes : 4
- Durée : 52 minutes
- Dates de première diffusion :
  - Belgique : 13 avril 2025 sur La Une[10]

## Accueil

### Audiences et diffusion

#### En Belgique
En Belgique, la série est diffusée le dimanche à 20 h 30 sur La Une par salve de deux épisodes les 13 au 20 avril 2025.
| Épisode              | Diffusion              | Diffusion            | Audience moyenne          | Audience moyenne | Réf.   |
| Épisode              | Jour                   | Horaire              | Nombre de téléspectateurs | Classement       | Réf.   |
| -------------------- | ---------------------- | -------------------- | ------------------------- | ---------------- | ------ |
| 1                    | Dimanche 13 avril 2025 | 20 h 50 - 21 h 40    | 257 287                   | 2e               | [ 10 ] |
| 2                    | Dimanche 13 avril 2025 | 21 h 40 - 22 h 30    | 257 287                   | 2e               | [ 10 ] |
| 3                    | Dimanche 20 avril 2025 | 20 h 50 - 21 h 40    | 148 405                   | 2e               | [ 11 ] |
| 4                    | Dimanche 20 avril 2025 | 21 h 40 - 22 h 30    | 148 405                   | 2e               | [ 11 ] |
| Moyenne de la saison | Moyenne de la saison   | Moyenne de la saison | 202 846                   |                  |        |

- Les plus hauts chiffres d'audience
- Les plus bas chiffres d'audience